# باغ گیل
باغ گیل یک روستا در ایران است که در دهستان چهارگنبد شهرستان سیرجان واقع شده‌است. باغ گیل ۴۱ نفر جمعیت دارد.